# Lucius Cestius Pius
Lucius Cestius Pius (i. e. 1. század) római szónok
Szmürnából származott, és Augustus korában élt. Mocskos hangvételű szónoklataitól valósággal rettegtek, még a már elhunytakat sem kímélte, például Cicerót, akinek a fia aztán alaposan elverette. Mint szónok, nagy tekintélynek örvendett, a fiatalok Cicero beszédei helyett az övéit tanulták, s tanítványai egészen a majmolásig utánozták. A forum nem volt neki való, olyannyira, hogy egyszer ott helyben kellett kisegítőt keresnie. Beszédei nem maradtak fenn.